# Djemaa el Fna

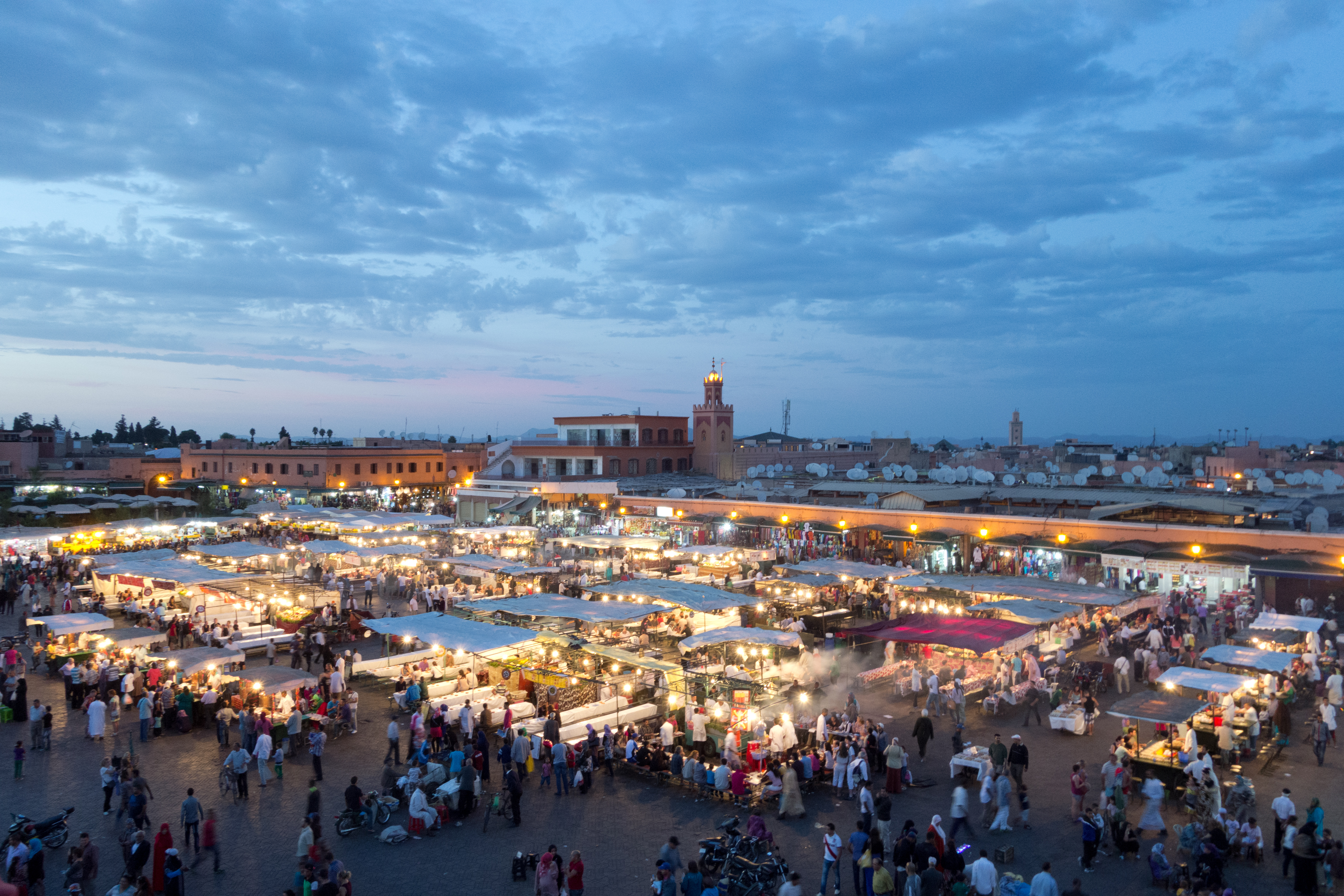
Djemaa el Fna am Abend

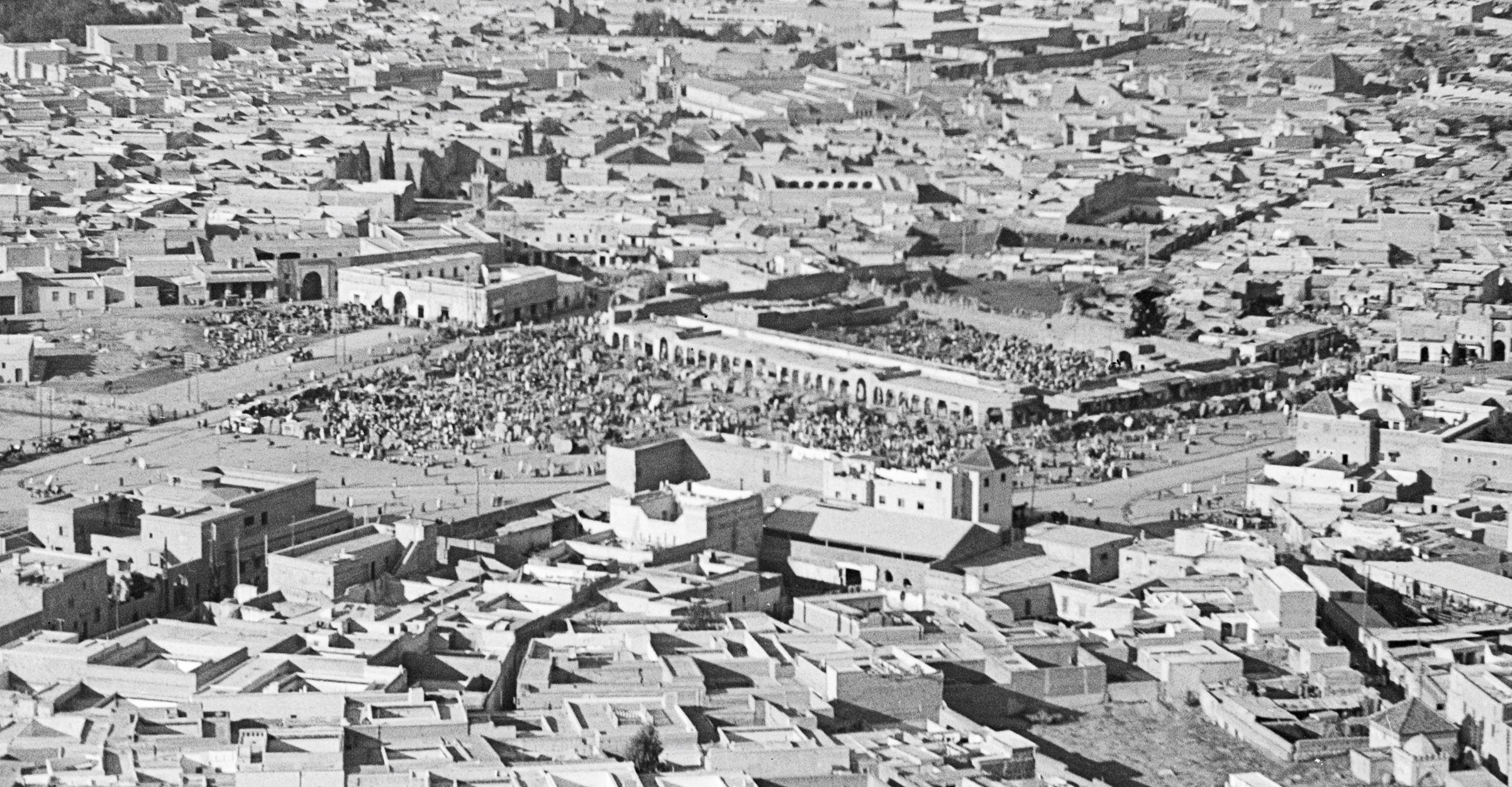
Zentrum von Marrakesch mit dem Djemaa el Fna. Luftbild 1930–31

Der Djemaa el Fna (arabisch جامع الفناء, DMG ǧāmiʿ al-fanāʾ oder جامع الفنا / ǧāmiʿ al-fanā) ist der zentrale Marktplatz in Marrakesch in Marokko. Die Bedeutung des Namens ist umstritten. Im Arabischen heißt Djemaa el Fna etwa Versammlung der Toten. Dieser Name rührt daher, dass die Sultane zur Zeit der Almohaden den Platz als Hinrichtungsstätte nutzten und aufgespießte Köpfe hier zu Schau stellten.
Djemaa el-Fna ist seit 1922 als Kulturerbe Marokkos geschützt. Heute wird der Platz wegen seiner orientalischen Atmosphäre von Touristen und Einheimischen gleichermaßen geschätzt. So herrscht an den Abenden ein wildes Treiben mit Gauklern und Schlangenbeschwörern, Geschichtenerzählern, Wahrsagerinnen sowie Künstlern und Musikern, ferner gibt es Restaurants und Verkaufsstände, an denen kulinarische Spezialitäten der Region gereicht werden.
Der Kulturraum des Djemaa-el-Fna-Platzes wurde im Jahr 2001 als erster Ort in die neu geschaffene UNESCO-Liste der Meisterwerke des mündlichen und immateriellen Erbes der Menschheit aufgenommen und befindet sich seit 2008 auf der Repräsentativen Liste des immateriellen Kulturerbes der Menschheit.
Der Antrag würdigt den dreieckigen Platz als einen wichtigen Platz des kulturellen Austauschs. Am Eingang der Medina gelegen, ist er ein beliebter Treffpunkt für jedermann. Die modernen Einflüsse von Verkehr, Spekulation, Tourismus, werden allerdings als ernstzunehmende Bedrohung dieses Kulturraumes angesehen – es wird eine unerwünschte Akkulturation befürchtet.
In der belletristischen Literatur ist der Platz vielfältig thematisiert worden, u. a. von Elias Canetti (Die Stimmen von Marrakesch), Hubert Fichte (Der Platz der Gehenkten), Juan Goytisolo (Engel und Paria), Bodo Kirchhoff (Parlando), Christoph Leisten (Marrakesch, Djemaa el Fna) und Michael Fisch (khamsa). Juan Goytisolo, der seit langer Zeit in der Nähe des Platzes lebt und der in seinem literarischen Werk immer wieder auf dessen Phänomene Bezug nimmt, spielte auch eine entscheidende Rolle bei der Aufnahme des Platzes ins UNESCO-Weltkulturerbe.
Am 28. April 2011 starben bei einem Terroranschlag im Café Argana mindestens 14 Menschen und 20 weitere wurden verletzt, darunter auch Touristen.

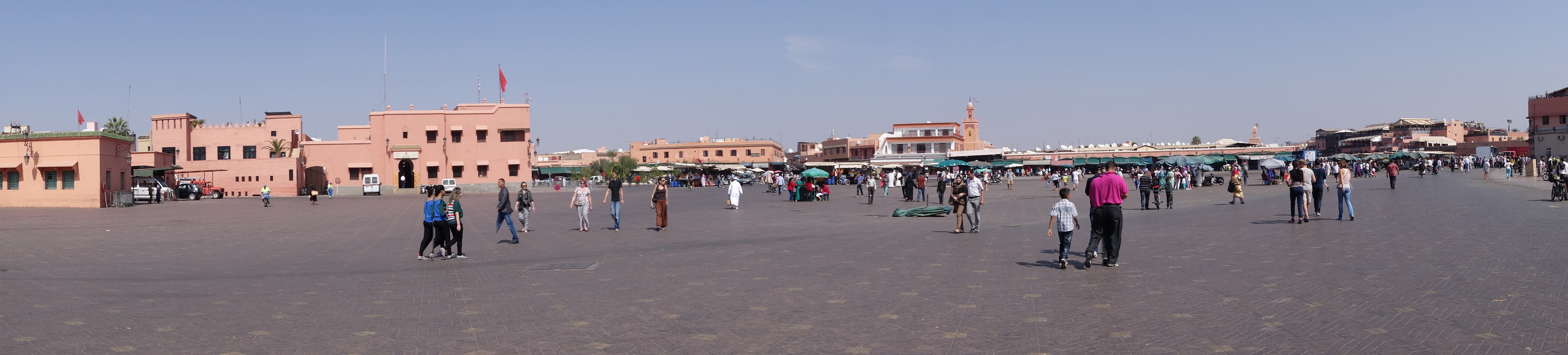
Djemaa el Fna am Mittag
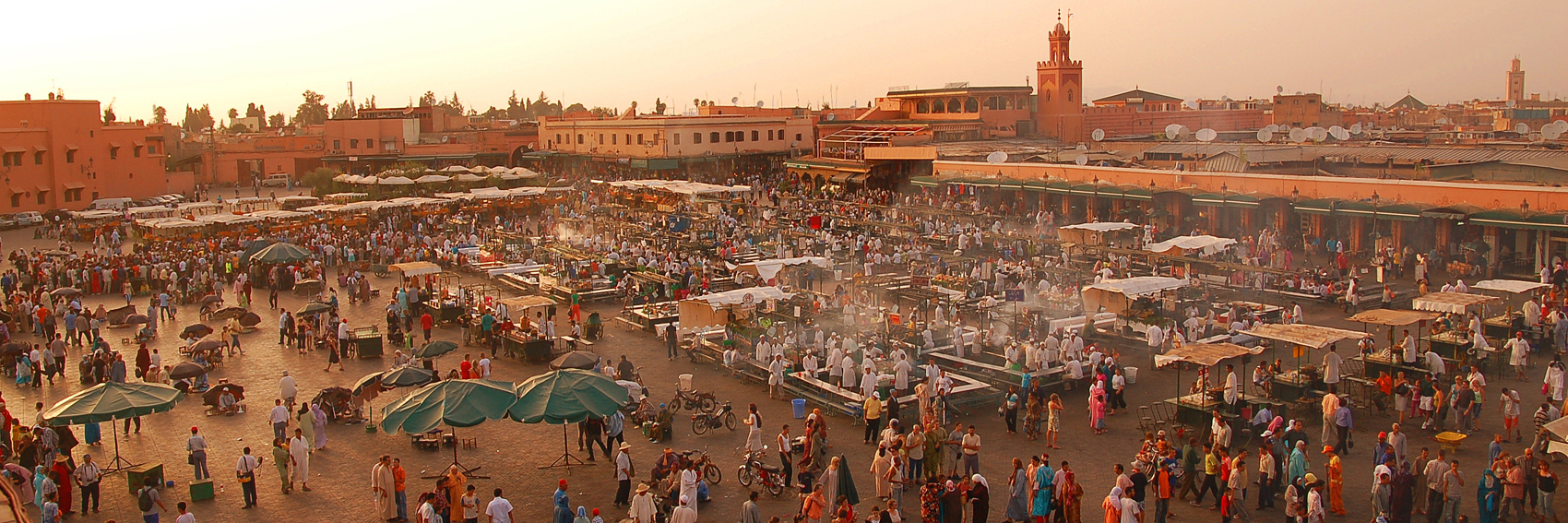
Djemaa el Fna am späten Nachmittag

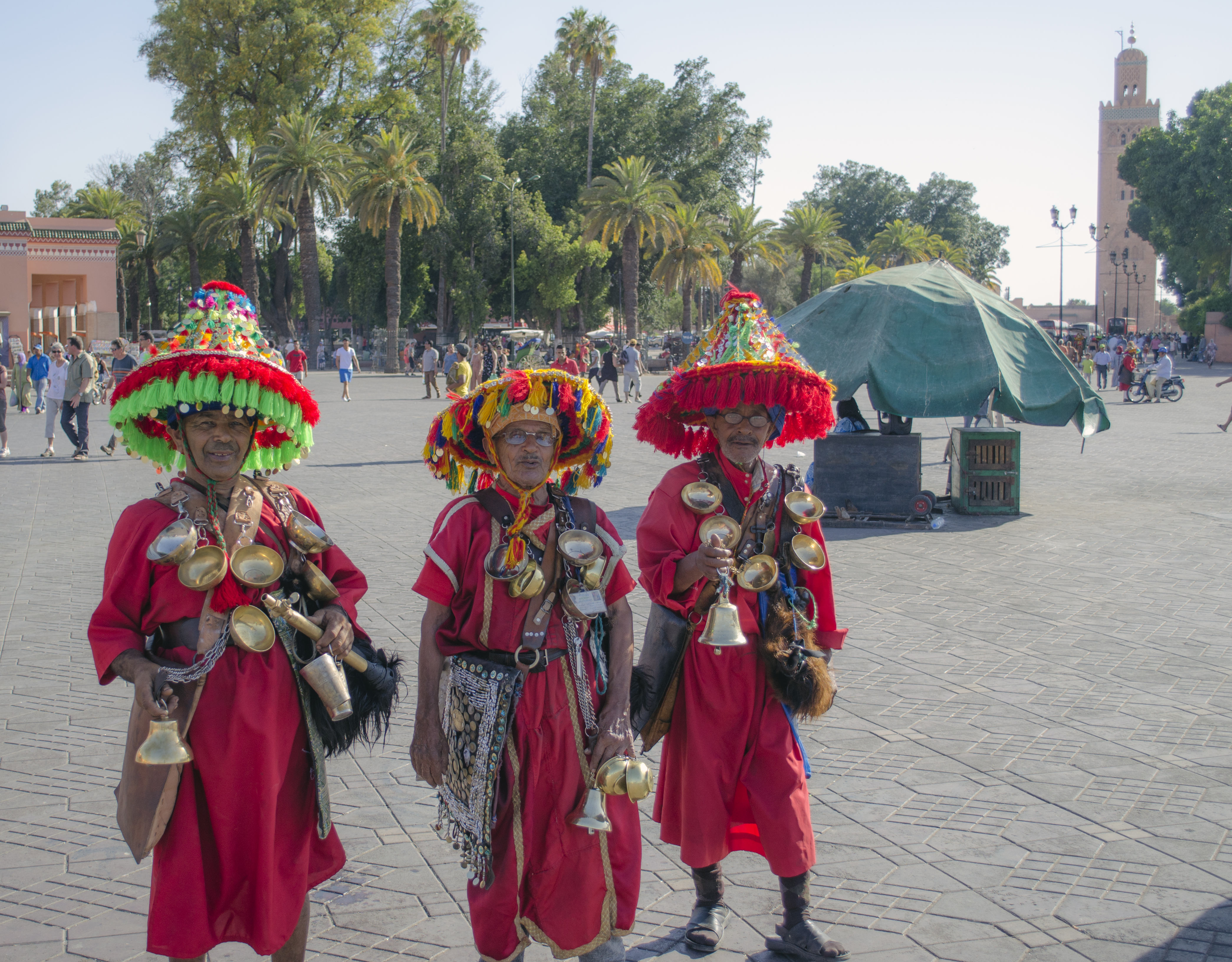
Wasserverkäufer
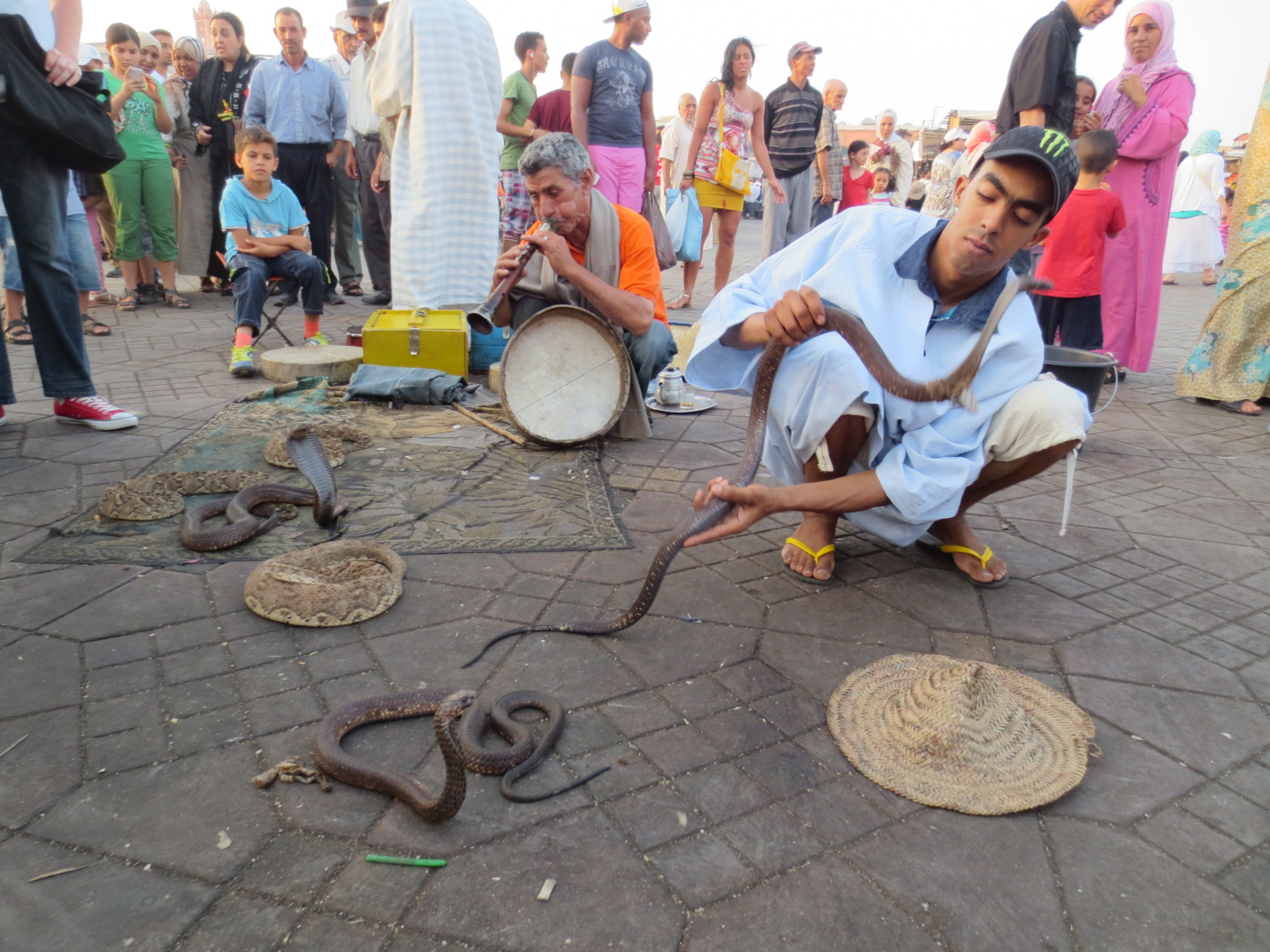
Schlangenbeschwörer mit der Kegeloboe ghaita
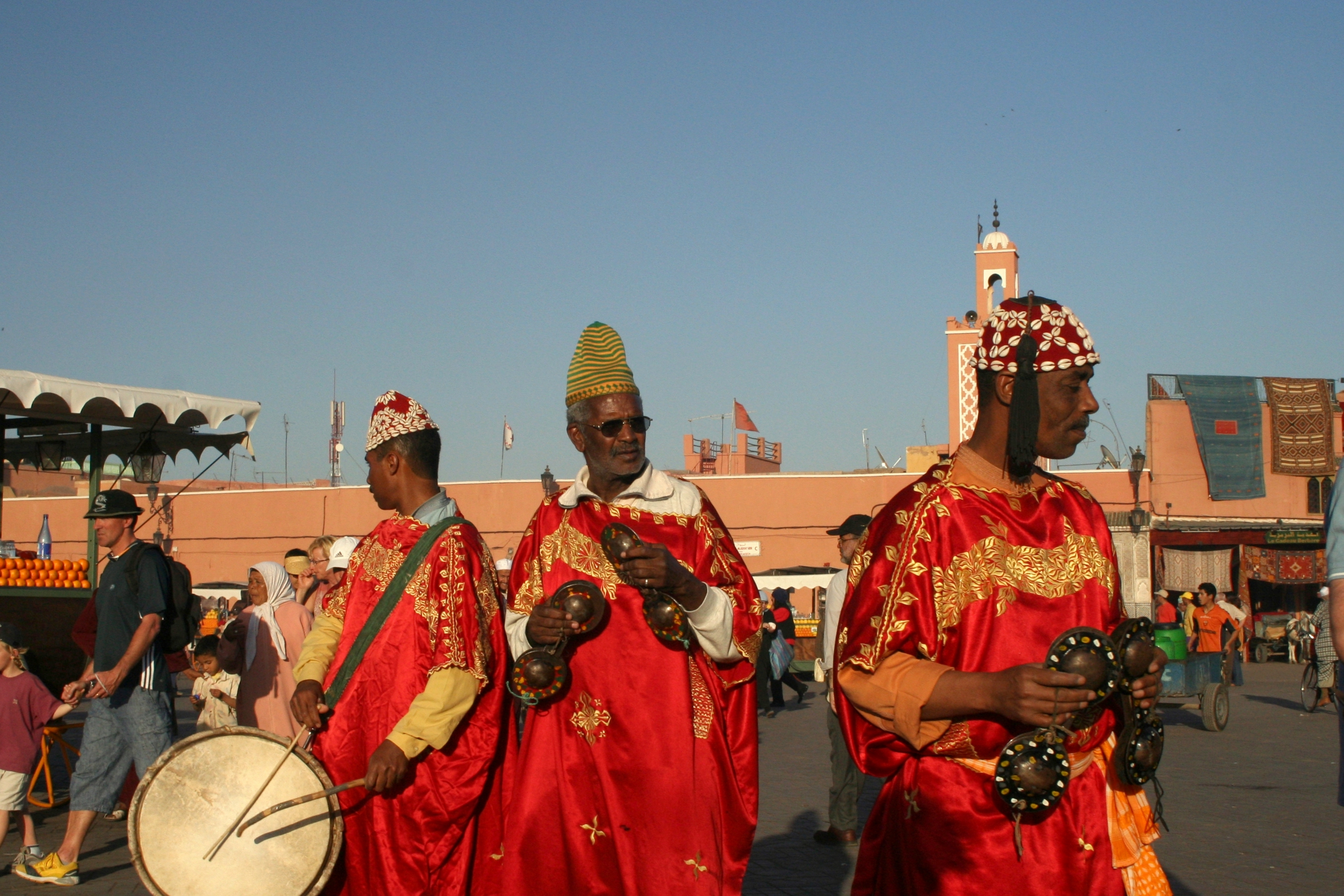
Musiker mit der Zylindertrommel t'bol und Eisenklappern qarqaba